# Ismenius Cavus
L'Ismenius Cavus è una formazione geologica della superficie di Marte.